# Parablastus ibericus
Parablastus ibericus är en stekelart som beskrevs av Dmitriy R. Kasparyan 1999. Parablastus ibericus ingår i släktet Parablastus och familjen brokparasitsteklar. Inga underarter finns listade i Catalogue of Life.